# Morten Knudsen
Morten Brander Knudsen (28 aprile 1995) è un calciatore danese, centrocampista del Phönix Lubecca.

## Caratteristiche tecniche
Centrocampista dotato di un buon fisico e abile nei passaggi, veloce e bravo nel tiro da fuori, per le sue caratteristiche è stato paragonato a Steven Gerrard.

## Carriera

### Club
Cresciuto nell'Hellerup e nel Midtjylland, nel gennaio del 2013 passa all'Inter, dopo che l'acquisto era stato formalizzato nei mesi precedenti. Subito inserito nella formazione Primavera dei nerazzurri, il 21 agosto 2014 si trasferisce a titolo temporaneo al Prato. Poco utilizzato a causa di persistenti problemi fisici, il 13 agosto 2015 il prestito viene confermato per un'altra stagione. Il 30 agosto 2016 viene ceduto con la stessa formula alla Reggina, disputando un buon campionato con i calabresi. Il 23 agosto 2017 si svincola dall'Inter e nel mese successivo viene tesserato dal Sarpsborg 08, con cui firma un contratto amatoriale, non potendo essere inserito in prima squadra a causa dei troppi stranieri presenti in rosa. Il 23 gennaio 2018 passa al Vendsyssel, legandosi al club danese fino al termine della stagione; dopo aver conquistato la promozione in Superligaen, il 19 giugno prolunga fino al 2021.

### Nazionale
Ha giocato in tutte le nazionali giovanili danesi comprese tra l'Under-16 e l'Under-19.

## Statistiche

### Presenze e reti nei club
Statistiche aggiornate al 17 aprile 2019.
| Stagione          | Squadra           | Campionato        | Campionato | Campionato | Coppe nazionali | Coppe nazionali | Coppe nazionali | Coppe europee | Coppe europee | Coppe europee | Altre coppe | Altre coppe | Altre coppe | Totale | Totale |
| Stagione          | Squadra           | Comp              | Pres       | Reti       | Comp            | Pres            | Reti            | Comp          | Pres          | Reti          | Comp        | Pres        | Reti        | Pres   | Reti   |
| ----------------- | ----------------- | ----------------- | ---------- | ---------- | --------------- | --------------- | --------------- | ------------- | ------------- | ------------- | ----------- | ----------- | ----------- | ------ | ------ |
| ago. 2014-2015    | Prato             | LP                | 8          | 0          | CI+CI-LP        | 0+0             | 0               | -             | -             | -             | -           | -           | -           | 8      | 0      |
| ago. 2015-2016    | Prato             | LP                | 27         | 1          | CI-LP           | 1               | 0               | -             | -             | -             | -           | -           | -           | 28     | 1      |
| Totale Prato      | Totale Prato      | Totale Prato      | 35         | 1          |                 | 1               | 0               |               | -             | -             |             | -           | -           | 36     | 1      |
| ago. 2016-2017    | Reggina           | LP                | 29         | 0          | CI-LP           | -               | -               | -             | -             | -             | -           | -           | -           | 29     | 0      |
| gen.-giu. 2018    | Vendsyssel        | 1.D               | 11+2       | 0          | CD              | -               | -               | -             | -             | -             | -           | -           | -           | 13     | 0      |
| 2018-2019         | Vendsyssel        | SL                | 25         | 1          | CD              | 3               | 0               | -             | -             | -             | -           | -           | -           | 28     | 1      |
| Totale Vendsyssel | Totale Vendsyssel | Totale Vendsyssel | 36+2       | 1          |                 | 3               | 0               |               | -             | -             |             | -           | -           | 41     | 1      |
| Totale carriera   | Totale carriera   | Totale carriera   | 100+2      | 2          |                 | 4               | 0               |               | -             | -             |             | -           | -           | 106    | 2      |